# Гран-при по художественной гимнастике
Гран-при по художественной гимнастике (англ. Rhythmic Gymnastics Grand Prix) — ежегодная серия турниров по художественной гимнастике. Проводится с 1994 года.

## История
С предложением создать для художественной гимнастики серию Гран-при обратились в Европейский гимнастический союз в 1993 году два немца — тогдашний вице-президент Международной федерации гимнастики Ганс-Юрген Цахариас и менеджер Свабской гимнастической ассоциации Роберт Баур. Они предложили выплачивать победителям турниров серии призовые (чего раньше в художественной гимнастике не было), а также создать рейтинг гимнасток, в котором учитывать результаты соревнований. Подобная серия была бы высокопрестижной, широко освещалась в прессе и популяризовала бы гимнастику в разных странах.
Первый сезон был проведён уже в 1994 году. Этапы серии прошли в Нидерландах, на Украине, во Франции, Германии, и финал Гран-при в Австрии.
В 1995 году для организации соревнований серии был создан специальный международный комитет, «Grand Prix Committee». Его президентом была избрана Хайде Брунедер.

## Финал Гран-при
| Год  | Название                | Место проведения |
| ---- | ----------------------- | ---------------- |
| 1994 | Gymnastic Masters       | Вена             |
| 1996 | Grand Prix Final        | Вена             |
| 1998 | Grand Prix Linz         | Линц             |
| 1999 | Grand Prix Korneuburg   | Корнойбург       |
| 2000 | Alfred Vogel Grand Prix | Девентер         |
| 2002 | Grand Prix Innsbruck    | Инсбрук          |
| 2003 | Grand Prix Innsbruck    | Инсбрук          |
| 2004 | Alfred Vogel Grand Prix | Девентер         |
| 2005 | Berlin Masters          | Берлин           |
| 2006 | Berlin Masters          | Берлин           |
| 2007 | Grand Prix Innsbruck    | Инсбрук          |
| 2008 | Grand Prix Slovakia     | Братислава       |
| 2009 | Berlin Masters          | Берлин           |
| 2010 | Berlin Masters          | Берлин           |
| 2011 | Brno Grand Prix         | Брно             |
| 2012 | Brno Grand Prix         | Брно             |
| 2013 | Berlin Masters          | Берлин           |
| 2014 | Grand Prix Innsbruck    | Инсбрук          |

## Гран-при-2003
| Дата          | Этап                      | Место проведения | Программа соревнований |
| ------------- | ------------------------- | ---------------- | ---------------------- |
| 6-7 марта     | Gazprom Grand Prix        | Москва           | Личные и групповые     |
| 14-15 марта   | Kiev Grand Prix           | Киев             | Личные                 |
| 13-14 июня    | Holon Grand Prix          | Холон            | Личные и групповые     |
| 14-15 июня    | Lievin Grand Prix         | Льевен           | Личные и групповые     |
| 27-28 июня    | Grand Prix Berlin Masters | Берлин           | Личные                 |
| 29-30 августа | Deventer Grand Prix       | Девентер         | Личные                 |
| 6-7 сентября  | Mtel Grand Prix           | София            | Личные и групповые     |
| 18-19 октября | Minsk Grand Prix          | Минск            | Личные и групповые     |
| 8-10 ноября   | Holon Grand Prix          | Холон            | Личные и групповые     |
| 22-23 ноября  | Grand Prix Final          | Инсбрук          | Личные                 |

## Гран-при-2004
| Дата          | Этап                      | Место проведения | Программа соревнований |
| ------------- | ------------------------- | ---------------- | ---------------------- |
| 28-29 февраля | Gazprom Grand Prix        | Москва           | Личные и групповые     |
| 12-13 марта   | Kiev Grand Prix           | Киев             | Личные                 |
| 27-29 марта   | Thiais Grand Prix         | Тье              | Личные и групповые     |
| 29-30 апреля  | Minsk Grand Prix          | Минск            | Личные и групповые     |
| 17-19 июня    | Holon Grand Prix          | Холон            | Личные и групповые     |
| 15-16 октября | Grand Prix Berlin Masters | Берлин           | Личные                 |
| 29-30 октября | Grand Prix Final          | Девентер         | Личные                 |

## Гран-при-2005
| Дата           | Этап                             | Место проведения | Программа соревнований |
| -------------- | -------------------------------- | ---------------- | ---------------------- |
| 5-6 марта      | Gazprom Grand Prix               | Москва           | Личные и групповые     |
| 12-13 марта    | Kiev Grand Prix                  | Киев             | Личные                 |
| 26-28 марта    | Thiais Grand Prix                | Тье              | Личные и групповые     |
| 23-24 апреля   | Minsk Grand Prix                 | Минск            | Личные и групповые     |
| 19-21 мая      | Holon Grand Prix                 | Холон            | Личные и групповые     |
| 30-3 мая       | Bourgas Grand Prix               | Бургас           | Личные                 |
| 2-3 сентября   | Deventer Grand Prix              | Девентер         | Личные и групповые     |
| 16-17 сентября | Grand Prix Final: Berlin Masters | Берлин           | Личные                 |

## Гран-при-2006
| Дата                    | Этап                             | Место проведения | Программа соревнований |
| ----------------------- | -------------------------------- | ---------------- | ---------------------- |
| 3-4 марта               | Gazprom Grand Prix               | Москва           | Личные и групповые     |
| 16-17 марта             | Kiev Grand Prix                  | Киев             | Личные                 |
| 24-25 марта             | Thiais Grand Prix                | Тье              | Личные и групповые     |
| 4-5 мая                 | Bourgas Grand Prix               | Бургас           | Личные                 |
| 19-20 мая               | Minsk Grand Prix                 | Минск            | Личные и групповые     |
| 26-27 мая               | Brno Grand Prix                  | Брно             | Личные                 |
| 8-10 июня               | Holon Grand Prix                 | Холон            | Личные и групповые     |
| 2-3 сентября            | Deventer Grand Prix              | Девентер         | Личные и групповые     |
| 20-21 сентября          | Marbella Grand Prix              | Марбелья         | Личные и групповые     |
| 31 августа — 2 сентября | Deventer Grand Prix              | Девентер         | Личные и групповые     |
| 20-21 октября           | Grand Prix Final: Berlin Masters | Берлин           | Личные                 |

## Гран-при-2007
| Дата                    | Этап                      | Место проведения | Программа соревнований |
| ----------------------- | ------------------------- | ---------------- | ---------------------- |
| 2-3 марта               | Gazprom Grand Prix        | Москва           | Личные и групповые     |
| 23-25 марта             | Thiais Grand Prix         | Тье              | Личные и групповые     |
| 20-21 апреля            | Marbella Grand Prix       | Марбелья         | Личные и групповые     |
| 4-5 мая                 | Bourgas Grand Prix        | Бургас           | Личные                 |
| 17-18 мая               | Minsk Grand Prix          | Минск            | Личные и групповые     |
| 25-26 мая               | Brno Grand Prix           | Брно             | Личные                 |
| 7-9 июня                | Holon Grand Prix          | Холон            | Личные и групповые     |
| 31 августа — 2 сентября | Deventer Grand Prix       | Девентер         | Личные и групповые     |
| 13-14 октября           | Grand Prix Berlin Masters | Берлин           | Личные                 |
| 16-17 ноября            | Grand Prix Final          | Инсбрук          | Личные                 |

## Гран-при-2008
| Дата          | Этап                      | Место проведения | Программа соревнований |
| ------------- | ------------------------- | ---------------- | ---------------------- |
| 28-29 февраля | Gazprom Grand Prix        | Москва           | Личные и групповые     |
| 28-30 марта   | Thiais Grand Prix         | Тье              | Личные и групповые     |
| 5-6 апреля    | Brno Grand Prix           | Брно             | Личные                 |
| 23-25 апреля  | Holon Grand Prix          | Холон            | Личные и групповые     |
| 25-26 апреля  | Marbella Grand Prix       | Марбелья         | Личные и групповые     |
| 2-3 мая       | Bourgas Grand Prix        | Бургас           | Личные и групповые     |
| 11-12 октября | Grand Prix Berlin Masters | Берлин           | Личные                 |
| 7-8 ноября    | Grand Prix Final          | Братислава       | Личные                 |

## Гран-при-2009
| Дата          | Этап                             | Место проведения | Программа соревнований |
| ------------- | -------------------------------- | ---------------- | ---------------------- |
| 26-27 февраля | Gazprom Grand Prix               | Москва           | Личные и групповые     |
| 13-14 марта   | Brno Grand Prix                  | Брно             | Личные                 |
| 26-28 марта   | Thiais Grand Prix                | Тье              | Личные и групповые     |
| 9-10 апреля   | Grand Prix Kiev                  | Киев             | Личные и групповые     |
| 23-25 апреля  | Holon Grand Prix                 | Холон            | Личные и групповые     |
| 1-2 мая       | Bourgas Grand Prix               | Бургас           | Личные и групповые     |
| 28-29 мая     | Marbella Grand Prix              | Марбелья         | Личные и групповые     |
| 27-28 ноября  | Grand Prix Final: Berlin Masters | Берлин           | Личные                 |

## Гран-при-2010
| Дата          | Этап                             | Место проведения | Программа соревнований |
| ------------- | -------------------------------- | ---------------- | ---------------------- |
| 18-20 февраля | Gazprom Grand Prix               | Москва           | Личные и групповые     |
| 18-19 марта   | Grand Prix Kiev                  | Киев             | Личные и групповые     |
| 25-27 марта   | Thiais Grand Prix                | Тье              | Личные и групповые     |
| 14-15 мая     | Marbella Grand Prix              | Марбелья         | Личные и групповые     |
| 11-12 июня    | Grand Prix Innsbruck             | Инсбрук          | Личные и групповые     |
| 2-4 сентября  | Holon Grand Prix                 | Холон            | Личные и групповые     |
| 14-15 октября | Brno Grand Prix                  | Брно             | Личные                 |
| 28-29 октября | Grand Prix Final: Berlin Masters | Берлин           | Личные                 |

## Гран-при-2011
| Дата          | Этап                      | Место проведения | Программа соревнований |
| ------------- | ------------------------- | ---------------- | ---------------------- |
| 25-26 февраля | Gazprom Grand Prix        | Москва           | Личные и групповые     |
| 4-5 марта     | Holon Grand Prix          | Холон            | Личные и групповые     |
| 8-10 апреля   | Thiais Grand Prix         | Тье              | Личные и групповые     |
| 27-28 августа | Grand Prix Berlin Masters | Берлин           | Личные                 |
| 14-15 октября | Grand Prix Final          | Брно             | Личные                 |

## Гран-при-2012
| Дата                | Этап                      | Место проведения | Программа соревнований |
| ------------------- | ------------------------- | ---------------- | ---------------------- |
| 23-25 февраля       | Gazprom Grand Prix        | Москва           | Личные и групповые     |
| 23-24 марта         | Holon Grand Prix          | Холон            | Личные и групповые     |
| 30 марта — 1 апреля | Thiais Grand Prix         | Тье              | Личные и групповые     |
| 5-7 октября         | Marbella Grand Prix       | Марбелья         | Личные                 |
| 19-20 октября       | Grand Prix Berlin Masters | Берлин           | Личные                 |
| 2-3 ноября          | Grand Prix Final          | Брно             | Личные                 |

## Гран-при-2013
| Дата                | Этап                             | Место проведения | Программа соревнований |
| ------------------- | -------------------------------- | ---------------- | ---------------------- |
| 1-3 марта           | Gazprom Grand Prix               | Москва           | Личные и групповые     |
| 8-9 марта           | Holon Grand Prix                 | Холон            | Личные и групповые     |
| 28 марта — 1 апреля | 27th Thiais Grand Prix           | Тье              | Личные и групповые     |
| 4-5 октября         | Brno Grand Prix                  | Брно             | Личные                 |
| 19-20 октября       | Grand Prix Final: Berlin Masters | Берлин           | Личные                 |

## Гран-при-2014
| Дата                 | Этап                      | Место проведения | Программа соревнований |
| -------------------- | ------------------------- | ---------------- | ---------------------- |
| 28 февраля — 2 марта | Gazprom Grand Prix        | Москва           | Личные и групповые     |
| 8-10 марта           | Thiais Grand Prix         | Тье              | Личные и групповые     |
| 28-30 марта          | Holon Grand Prix          | Холон            | Личные и групповые     |
| 16-17 октября        | Grand Prix Berlin Masters | Брно             | Личные                 |
| 14-15 ноября         | Grand Prix Final          | Инсбрук          | Личные                 |

## Гран-при-2015
| Дата          | Этап                   | Место проведения | Программа соревнований |
| ------------- | ---------------------- | ---------------- | ---------------------- |
| 20-22 февраля | Gazprom Grand Prix     | Москва           | Личные и групповые     |
| 20-23 марта   | Thiais Grand Prix      | Тье              | Личные и групповые     |
| 15-16 мая     | Holon Grand Prix       | Холон            | Личные и групповые     |
| 29-30 мая     | Grand Prix Berlin      | Берлин           | Личные и групповые     |
| 15-19 октября | Grand Prix Final: Brno | Брно             | Личные                 |

## Гран-при-2016
| Дата          | Этап                               | Место проведения | Программа соревнований |
| ------------- | ---------------------------------- | ---------------- | ---------------------- |
| 17-22 февраля | Gazprom Grand Prix                 | Москва           | Личные и групповые     |
| 24-27 марта   | Thiais Grand Prix                  | Тье              | Личные и групповые     |
| 5-8 мая       | Grand Prix Brno                    | Брно             | Личные и групповые     |
| 13-15 мая     | Grand Prix Bucharest               | Бухарест         | Личные и групповые     |
| сентябрь      | Grand Prix Final: Grand Prix Eilat | Эйлат            | Личные                 |

## Гран-при-2017
| Дата                | Этап                               | Место проведения | Программа соревнований |
| ------------------- | ---------------------------------- | ---------------- | ---------------------- |
| 15-20 февраля       | Gazprom Grand Prix                 | Москва           | Личные и групповые     |
| 16-19 марта         | Kiev Grand Prix                    | Киев             | Личные и групповые     |
| 23-27 марта         | Thiais Grand Prix                  | Тье              | Личные и групповые     |
| 30 марта — 2 апреля | Marbella Grand Prix                | Марбелья         | Личные и групповые     |
| 22-26 июня          | Holon Grand Prix                   | Холон            | Личные и групповые     |
| 19-23 октября       | Grand Prix Brno                    | Брно             | Личные и групповые     |
| 24-25 ноября        | Grand Prix Final: Grand Prix Eilat | Эйлат            | Личные                 |

## Гран-при-2018
| Дата          | Этап                | Место проведения | Программа соревнований |
| ------------- | ------------------- | ---------------- | ---------------------- |
| 14-18 февраля | Gazprom Grand Prix  | Москва           | Личные и групповые     |
| 14-18 марта   | Kiev Grand Prix     | Киев             | Личные и групповые     |
| 22-25 марта   | Thiais Grand Prix   | Тье              | Личные и групповые     |
| 16-17 мая     | Holon Grand Prix    | Холон            | Личные и групповые     |
| 11-15 октября | Grand Prix Brno     | Брно             | Личные и групповые     |
| 27-28 октября | Marbella Grand Prix | Марбелья         | Личные                 |

## Призёры финала Гран-при

### Многоборье
| Год  | Место проведения     | Золото               | Серебро             | Бронза              |
| 1999 | Корнойбург, Австрия  | Юлия Раскина         | Алина Кабаева       | Юлия Барсукова      |
| 2000 | Девентер, Нидерланды | Юлия Барсукова       | Ирина Чащина        | Тамара Ерофеева     |
| 2002 | Инсбрук, Австрия     | Тамара Ерофеева      | Анна Бессонова      | Лайсан Утяшева      |
| 2003 | Инсбрук, Австрия     | Анна Бессонова       | Вера Сесина         | Наталья Годунко     |
| 2004 | Девентер, Нидерланды | Наталья Годунко      | Дарья Кондакова     | Анна Бессонова      |
| 2005 | Берлин, Германия     | Вера Сесина          | Анна Бессонова      | Дарья Кондакова     |
| 2006 | Берлин, Германия     | Вера Сесина          | Дарья Кондакова     | Инна Жукова         |
| 2007 | Инсбрук, Австрия     | Дарья Кондакова      | Вера Сесина         | Алия Гараева        |
| 2008 | Братислава, Словакия | Дарья Кондакова      | Вера Сесина         | Ирина Ризенсон      |
| 2009 | Берлин, Германия     | Евгения Канаева      | Дарья Кондакова     | Мелитина Станюта    |
| 2010 | Берлин, Германия     | Евгения Канаева      | Дарья Кондакова     | Дарья Дмитриева     |
| 2011 | Брно, Чехия          | Евгения Канаева      | Дарья Дмитриева     | Алия Гараева        |
| 2012 | Брно, Чехия          | Дарья Дмитриева      | Арина Шарапа        | Моника Мичкова      |
| 2013 | Берлин, Германия     | Маргарита Мамун      | Мария Титова        | Сильвия Митева      |
| 2014 | Инсбрук, Австрия     | Маргарита Мамун      | Нета Ривкин         | Невяна Владинова    |
| 2015 | Брно, Чехия          | Маргарита Мамун      | Линой Ашрам         | Елена Болотина      |
| 2016 | Эйлат, Израиль       | Александра Солдатова | Дина Аверина        | Арина Аверина       |
| 2017 | Эйлат, Израиль       | Юлия Бравикова       | Юлия Евчик          | Екатерина Луценко   |
| 2018 | Марбелья, Испания    | Влада Никольченко    | Алина Горносько     | Екатерина Селезнёва |
| 2019 | Брно, Чехия          | Дарья Трубникова     | Арина Аверина       | Катрин Тасева       |
| 2020 | Киев, Украина        | Виктория Оноприенко  | Алина Горносько     | Анастасия Салос     |
| 2021 | Марбелья, Испания    | Лала Крамаренко      | Виктория Оноприенко | Анастасия Симакова  |
| 2022 | Брно, Чехия          | Екатерина Веденеева  | Лили Рамоначо       | Мишель Сигал        |